# Caroline Elkins
Caroline Elkins (1969) es profesora de historia y estudios africanos y afroamericanos estadounidense que imparte clase en la Universidad de Harvard, profesora visitante de administración de empresas en la Escuela de Negocios de Harvard y directora fundadora del Centro de Estudios Africanos de Harvard.
Su libro, Imperial Reckoning: The Untold Story of Britain's Gulag in Kenya (2005), ganó el premio Pulitzer 2006 de no ficción general. También fue la base para las reclamaciones exitosas de ex detenidos de Mau Mau contra el gobierno británico por crímenes cometidos en los campos de internamiento de Kenia en la década de 1950.